# Esteban Fuertes
Oscar Esteban Fuertes (Coronel Dorrego, 26 dicembre 1972) è un allenatore di calcio ed ex calciatore argentino, di ruolo attaccante.

## Carriera

### Club
Classico calciatore giramondo, ha giocato per 11 club diversi tra Argentina, Francia, Inghilterra, Spagna e Cile.
Cresciuto nelle giovanili dell'Independiente, esordisce in prima squadra nel 1992. Nello stesso anno viene ceduto al Club El Porvenir, in Primera B Nacional, quindi, nel 1993, al Los Andes.
Ritorna in prima divisione nel 1995, allorché firma per il Platense. Nel 1996 si trasferisce al Racing Avellaneda, gli acerrimi rivali dell'Independiente. Dopo una sola stagione si trasferisce a quella che diventerà la squadra in cui si esprimerà ai suoi massimi livelli, il Colón. In due stagioni realizza 27 gol in 75 partite.
Nel 1999 approda in Europa, acquistato dal Derby County. Il suo passaporto si scopre non essere valido, e nel gennaio del 2000 ritorna al Colón. Nel Clausura 2000 mette a segno 17 gol, che gli valgono il titolo di capocannoniere.
L'ottima stagione riaccende l'interesse delle squadre europee. Nell'estate del 2000 passa ai francesi del Lens, con cui mette a segno 7 gol in 26 partite, mentre l'anno successivo, nel 2001, si trasferisce in Spagna, al Tenerife, esperienza segnata da soli 5 gol in 28 presenze.
Nel 2002 torna in Argentina, al River Plate. Dopo una sola stagione, caratterizzata da 12 gol in 34 partite, torna di nuovo al Colón. In tre anni mette a segno 37 gol in 71 partite, diventando il massimo cannoniere di sempre del sodalizio argentino.
Nell'agosto 2013 torna a giocare in Bolivia nello Sport Boys segnando 1 rete all'esordio.
Dopo un'esperienza tra le file dei cileni dell'Universidad Católica, nel 2008 torna per la quarta volta ai rossoneri di Santa Fe.
Dopo aver collezionato 247 gol in carriera in 569 partite giocate in totale, Fuertes ha giocato la sua ultima partita da calciatore professionista il 24 giugno 2012 a quasi 41 anni nel match contro il Banfield, in cui ha anche segnato una doppietta.

### Nazionale
Esordisce in nazionale il 20 maggio 2009, all'età di 36 anni, 4 mesi e 25 giorni, nell'amichevole contro Panama, diventando così il più anziano debuttante nella storia della nazionale albiceleste.

## Statistiche

### Cronologia presenze e reti in nazionale
| Cronologia completa delle presenze e delle reti in nazionale ― Argentina | Cronologia completa delle presenze e delle reti in nazionale ― Argentina | Cronologia completa delle presenze e delle reti in nazionale ― Argentina | Cronologia completa delle presenze e delle reti in nazionale ― Argentina | Cronologia completa delle presenze e delle reti in nazionale ― Argentina | Cronologia completa delle presenze e delle reti in nazionale ― Argentina | Cronologia completa delle presenze e delle reti in nazionale ― Argentina | Cronologia completa delle presenze e delle reti in nazionale ― Argentina |
| Data                                                                     | Città                                                                    | In casa                                                                  | Risultato                                                                | Ospiti                                                                   | Competizione                                                             | Reti                                                                     | Note                                                                     |
| ------------------------------------------------------------------------ | ------------------------------------------------------------------------ | ------------------------------------------------------------------------ | ------------------------------------------------------------------------ | ------------------------------------------------------------------------ | ------------------------------------------------------------------------ | ------------------------------------------------------------------------ | ------------------------------------------------------------------------ |
| 20-5-2009                                                                | Santa Fe                                                                 | Argentina                                                                | 3 – 1                                                                    | Panama                                                                   | Amichevole                                                               | -                                                                        | 46’                                                                      |
| Totale                                                                   |                                                                          | Presenze                                                                 | 1                                                                        |                                                                          | Reti                                                                     | 0                                                                        |                                                                          |

## Palmarès

### Giocatore

#### Competizioni nazionali
- Campionato argentino: 1

Independiente: Apertura 2002